# Barbette (artiste)
 (août 2025).
Si vous disposez d'ouvrages ou d'articles de référence ou si vous connaissez des sites web de qualité traitant du thème abordé ici, merci de compléter l'article en donnant les références utiles à sa vérifiabilité et en les liant à la section « Notes et références ».
Pour les articles homonymes, voir Barbette (homonymie).
Vander Clyde Broadway, nom de scène Barbette, est un travesti fil-de-fériste et trapéziste américain. Barbette a atteint une grande popularité à travers les États-Unis, mais c'est en Europe, et plus particulièrement à Paris, qu'il a connu sa plus grande renommée dans les années 1920 et 1930.. À la suite d'une maladie ou d'une blessure qui mit fin à sa carrière (les sources ne s'accordent pas sur la cause) et qui le faisait souffrir constamment, Barbette retourna au Texas, mais continua à travailler comme consultant pour le cinéma, tout en formant et en chorégraphiant des numéros aériens pour un certain nombre de cirques. Après des années de douleurs chroniques, Barbette se suicida le 5 août 1973. De son vivant et après sa mort, Barbette a été une source d'inspiration pour de nombreux artistes, dont Jean Cocteau et Man Ray.

## Biographie

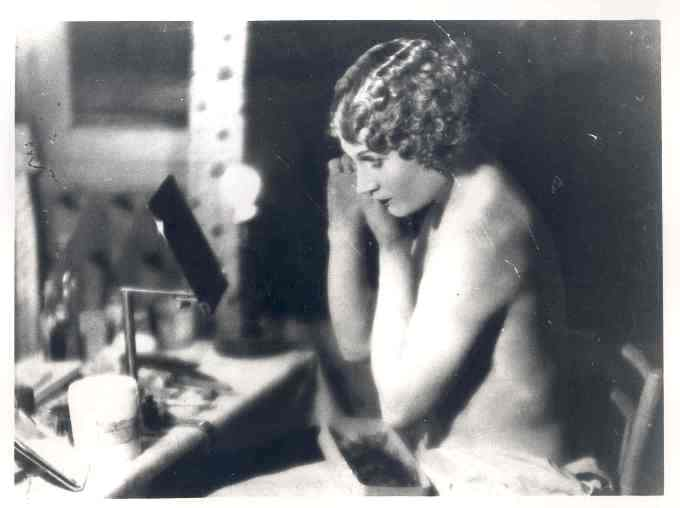
Barbette en 1923. Photo dans Le Monde Illustré, Miroir du Monde du 4 juin 1938 avec la légende, « Barbette qui, après avoir connu le plus beau succès, est paralysé et dans la gêne »

Barbette a commencé à se produire en tant qu'acrobate aérien vers l'âge de 14 ans, au sein d'un numéro de cirque appelé The Alfaretta Sisters. Après quelques années de cirque, Barbette se lança en solo et adopta son pseudonyme à consonance exotique. Il se produisit en travesti, ne se révélant comme homme qu'à la fin de son numéro. 
Barbette fit ses débuts européens en 1923, après avoir été envoyé par l'agence William Morris d'abord en Angleterre puis à Paris. Il se produisit dans des salles telles que le Casino de Paris, le Moulin Rouge, l'Empire, le cirque Médrano, le théâtre de l'Alhambra et les Folies Bergère.
Il retourna en Amérique en 1924 pour jouer dans le spectacle The Passing Show of 1924 qui dura quatre mois à partir de septembre. C'est également à cette époque qu'il est devenu une attraction vedette du Ringling Bros. and Barnum & Bailey Circus et qu'il a effectué une tournée à Londres, Bruxelles et Berlin.  C'est lors d'un engagement au Palladium de Londres que Barbette a été trouvé en train d'avoir une activité sexuelle avec un autre homme. Son contrat a été annulé et il n'a plus jamais pu obtenir de permis de travail pour l'Angleterre.
Barbette a été défendu par Jean Cocteau, qui écrivit en 1923 à son ami et critique belge Paul Collaer : « La semaine prochaine à Bruxelles, vous verrez un numéro de music-hall appelé "Barbette" qui me passionne depuis quinze jours. Le jeune Américain qui fait ce numéro de fil et de trapèze est un grand acteur, un ange, et il est devenu notre ami à tous. Allez le voir... et dites à tout le monde qu'il n'est pas un simple acrobate habillé en femme, ni un gracieux casse-cou, mais une des plus belles choses du théâtre. Stravinsky, Auric, les poètes, les peintres, et moi-même n'avons pas vu de démonstration artistique comparable sur la scène depuis Nijinsky. »
En 1926, Cocteau écrit un essai influent sur la nature et l'artifice du théâtre, intitulé Le Numéro Barbette, publié dans la Nouvelle Revue Française. Dans cet essai, Cocteau célèbre Barbette comme un exemple d'artifice théâtral. 

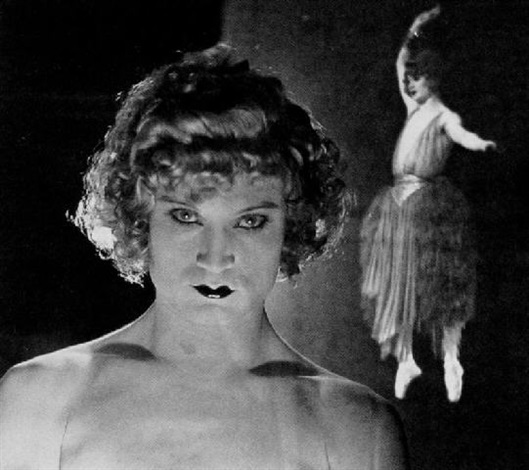
Barbette en 1925

Cocteau commanda une série de photographies de Barbette à l'artiste surréaliste Man Ray, qui captura non seulement des aspects de la performance de Barbette mais aussi son processus de transformation en son personnage féminin. Il fit également jouer Barbette dans son premier film expérimental Le Sang d'un poète (1930). Barbette apparaît dans une scène dans une loge de théâtre avec plusieurs figurants, habillés en robes Chanel, qui éclatent en applaudissements à la vue d'une partie de cartes qui se termine par un suicide. Il avait remplacé la Vicomtesse de Noailles, qui, avec son mari, avait initialement tourné la scène, mais qui fut consternée en voyant le film terminé, car la partie de cartes et le suicide avaient été tournés séparément. 
En parlant de sa préparation pour la scène, Barbette, qui savait qu'il remplaçait la Vicomtesse, a dit : « J'ai essayé de m'imaginer comme un descendant du Marquis de Sade, de la comtesse de Chevigné... et d'une longue lignée de riches banquiers - tout ce que la Vicomtesse était. Pour un garçon de Round Rock, Texas, cela demandait beaucoup de concentration - au moins autant que de travailler sur le fil. »
Cocteau est tombé amoureux du personnage de Barbette, mais leur liaison fut de courte durée. Parmi les autres membres du cercle européen de Barbette figuraient Joséphine Baker, Anton Dolin, Mistinguett et Sergei Diaghilev.
Barbette est censé être revenu aux États-Unis en 1935 pour jouer à Broadway dans la comédie musicale du cirque Billy Rose, Jumbo (en). Il existe des séquences filmées extrêmement rares de Barbette apparaissant dans Jumbo à l'Hippodrome Theatre, en 1935, et qui ont été tournées dans le cadre d'un reportage publicitaire pour annoncer le spectacle. Barbette est filmé en train de réaliser une partie de son numéro acrobatique pendant Jumbo. 
Barbette a continué à se produire jusqu'au milieu ou à la fin des années 1930. La plupart des sources mentionnent l'année 1938, tandis que d'autres font remonter cette date à 1936 et d'autres encore à 1942. La fin de la carrière de Barbette est attribuée à un certain nombre de causes, notamment une chute, une pneumonie, une polio ou une combinaison des trois. Tous s'accordent à dire que, quelle que soit la cause, Barbette a souffert énormément et a dû subir une intervention chirurgicale et une rééducation poussée pour pouvoir remarcher.
Il est devenu le directeur artistique et l'entraîneur des acrobates pour un certain nombre de cirques, dont Ringling Bros. et le Shrine Circus. Son travail avec Ringling Bros. a été décrit comme "la réinvention du ballet aérien". Il a créé les séquences de cirque pour la comédie musicale Around the World (en) produite par Orson Welles à Broadway.
Barbette fut consultant sur un certain nombre de films, y compris les séquences de cirque pour La Pluie qui chante (1946) et Le Cirque fantastique(1959),[29] et a été engagé pour entraîner Jack Lemmon et Tony Curtis sur l'illusion de genre pour le film Certains l'aiment chaud (1959). Le biographe de Cocteau, Francis Steegmuller (en), a écrit un profil de Barbette pour le New Yorker en 1969 intitulé An Angel, A Flower, A Bird. Barbette apparaît brièvement dans la scène du club de jazz qui ouvre le film Night Tide (1961) de Curtis Harrington. Barbette a créé le ballet aérien pour Disney on Parade et a fait une tournée avec ce spectacle en Australie de 1969 à 1972 .

## Galerie

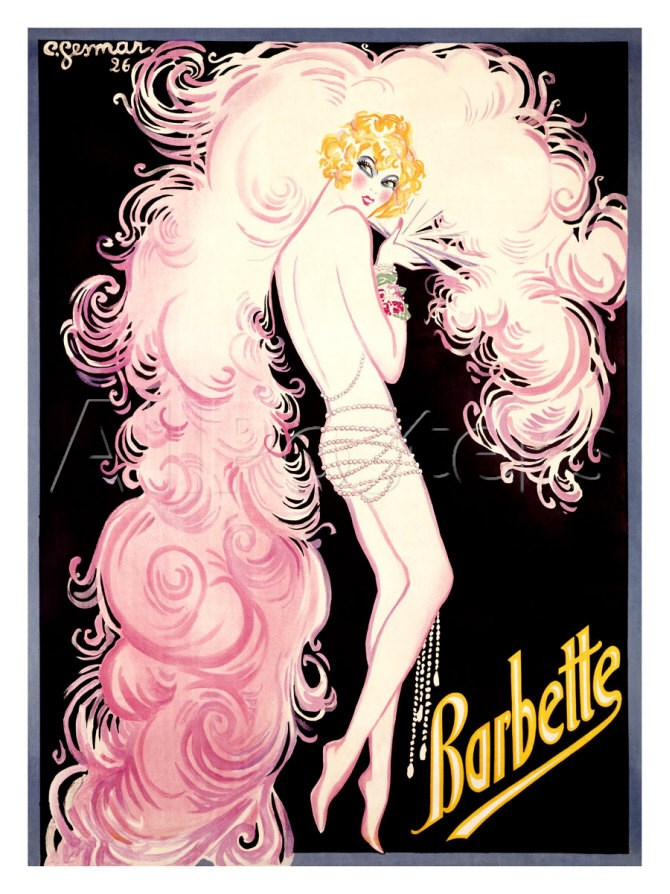
Affiche de Charles Gesmar
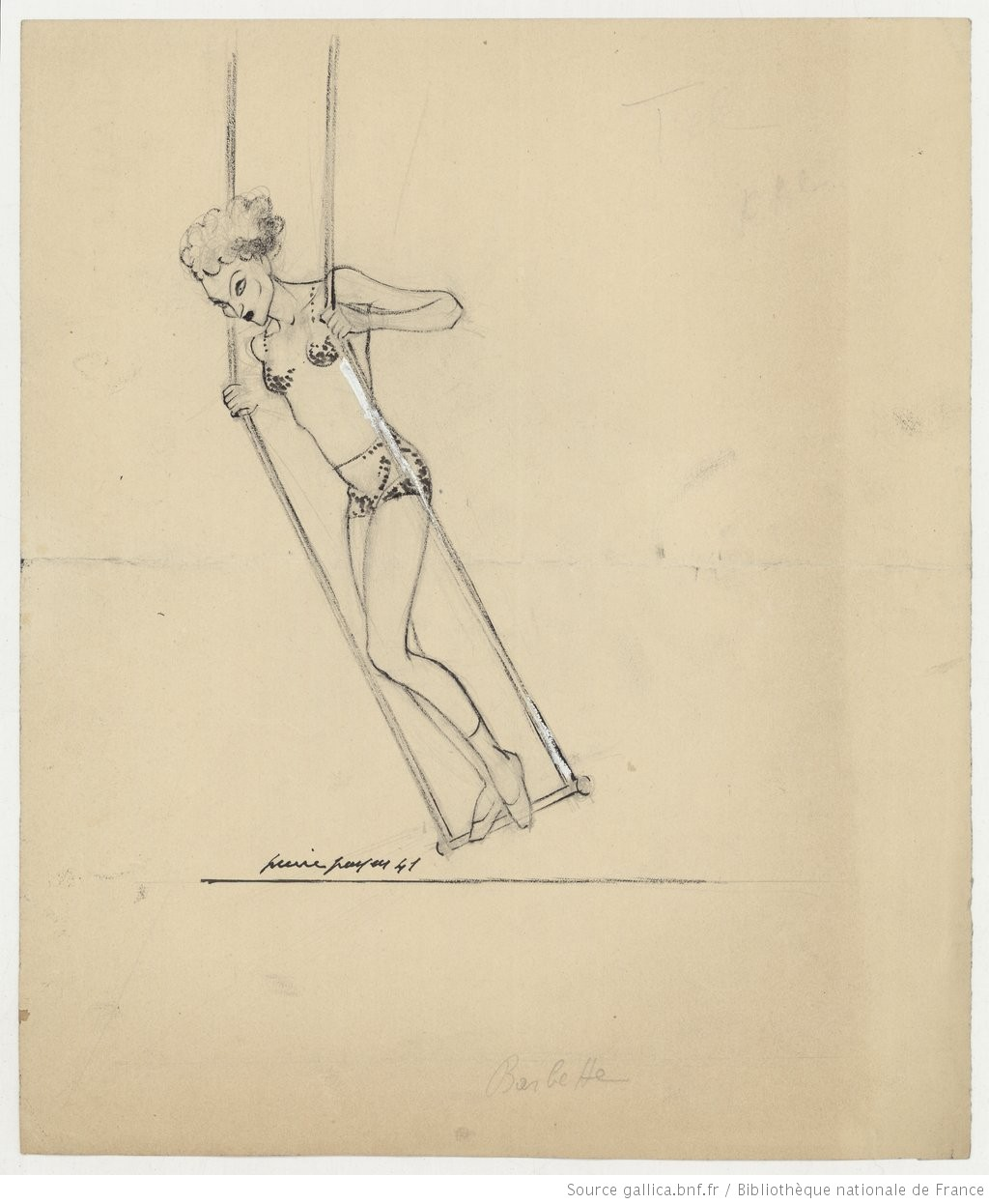
Dessin de Pierre Payen, 1941

## Postérité
Outre l'essai de Cocteau Le Numéro Barbette et son apparition dans Le Sang d'un poète, Barbette a également inspiré le personnage de la "Mort" dans la pièce Orphée de Cocteau. Le livre Barbette, qui rassemble l'essai de Cocteau, l'article du New Yorker par Steegmuller, les photographies de Man Ray et d'autres documents, est publié en 1989. 
Barbette a peut-être inspiré le film allemand de 1933, Viktor und Viktoria, qui raconte l'histoire d'une femme prétendant être un travesti, dont l'astuce consistant à enlever sa perruque à la fin de son numéro est "inspirée du geste caractéristique de Barbette". Viktor und Viktoria a inspiré en 1935 (First a Girl), 1957 (Viktor und Viktoria) et 1982 (Victor Victoria, qui a inspiré une comédie musicale du même nom à Broadway).
Alfred Hitchcock a basé un personnage de son film Meurtre de 1930 sur Barbette. Different Fleshes est un livre-poème sur Barbette écrit par Albert Goldbarth (en), qui a remporté le prix Voertman de poésie du Texas Institute of Letters (en). [En 1993, l'artiste de performance John Kelly (en), à la demande de la Brooklyn Academy of Music, a basé sa pièce Light Shall Lift Them sur Barbette. L'histoire de Barbette est également racontée dans la pièce de théâtre Barbette, écrite par Bill Lengfelder et David Goodwin et présentée pour la première fois à Dallas, au Texas, en 2003. Un restaurant français de Minneapolis s'appelle Barbette en l'honneur de l'acrobate aérien.

## Filmographie

### Acteur
- 1930 : Le Sang d'un poète de Jean Cocteau
- 1961 : Marée nocturne de  Curtis Harrington

### Consultant
- 1946 : La Pluie qui chante de Richard Whorf
- 1959 : Le Cirque fantastique de Joseph M. Newman
- 1959 : Certains l'aiment chaud de Billy Wilder

## Sources
- Cocteau, Jean & Ray, Man (1989). Barbette.  (ISBN 3-924040-77-X).
- Cullen, Frank, Florence Hackman & Donald McNeilly (2007). Vaudeville, Old & New: An Encyclopedia of Variety Performers in America. Routledge.  (ISBN 0-415-93853-8).
- Gewirtz, Arthur, James J. Kolb, Hofstra University (2004). Art, Glitter, and Glitz: Mainstream Playwrights and Popular Theatre in 1920s America. Greenwood Publishing Group.  (ISBN 0-313-32467-0).
- Hammarstrom, David Lewis (1980). Behind the Big Top. New Jersey, A. S. Barnes and Co., Inc.  (ISBN 0-498-02205-6).
- Kibler, M. Alison. Rank Ladies: Gender and Cultural Hierarchy in American Vaudeville. UNC Press.  (ISBN 0-8078-4812-3).
- Lyford, Amy. "'Le Numéro Barbette': Photography and the Politics of Embodiment in Interwar Paris." Collected in Chadwick, Whitney & Tirza True Latimer (2003). The Modern Woman Revisited: Paris Between the Wars. Paris, France, Rutgers University Press.  (ISBN 0-8135-3292-2).
- Tait, Peta (2005). Circus Bodies: Cultural Identity in Aerial Performance. Routledge.  (ISBN 0-415-32938-8).
- Wilmeth, Don B., & Tice L. Miller (1996). Cambridge Guide to American Theatre. Cambridge University Press.  (ISBN 0-521-56444-1).